# Casa Claude and Florence Terwilliger
La Casa Claude and Florence Terwilliger  es una casa histórica ubicada en Rancho Santa Fe, California. La Casa Claude and Florence Terwilliger se encuentra inscrita  en el Registro Nacional de Lugares Históricos desde el 05 de agosto de 1991. Lilian Jenette fue el arquitecto quién diseñó la Casa Claude and Florence Terwilliger.

## Ubicación
La Casa Claude and Florence Terwilliger se encuentra dentro del condado de San Diego en las coordenadas 33°02′02″N 117°12′20″O / 33.033889, -117.205556.